# TV-B-Gone

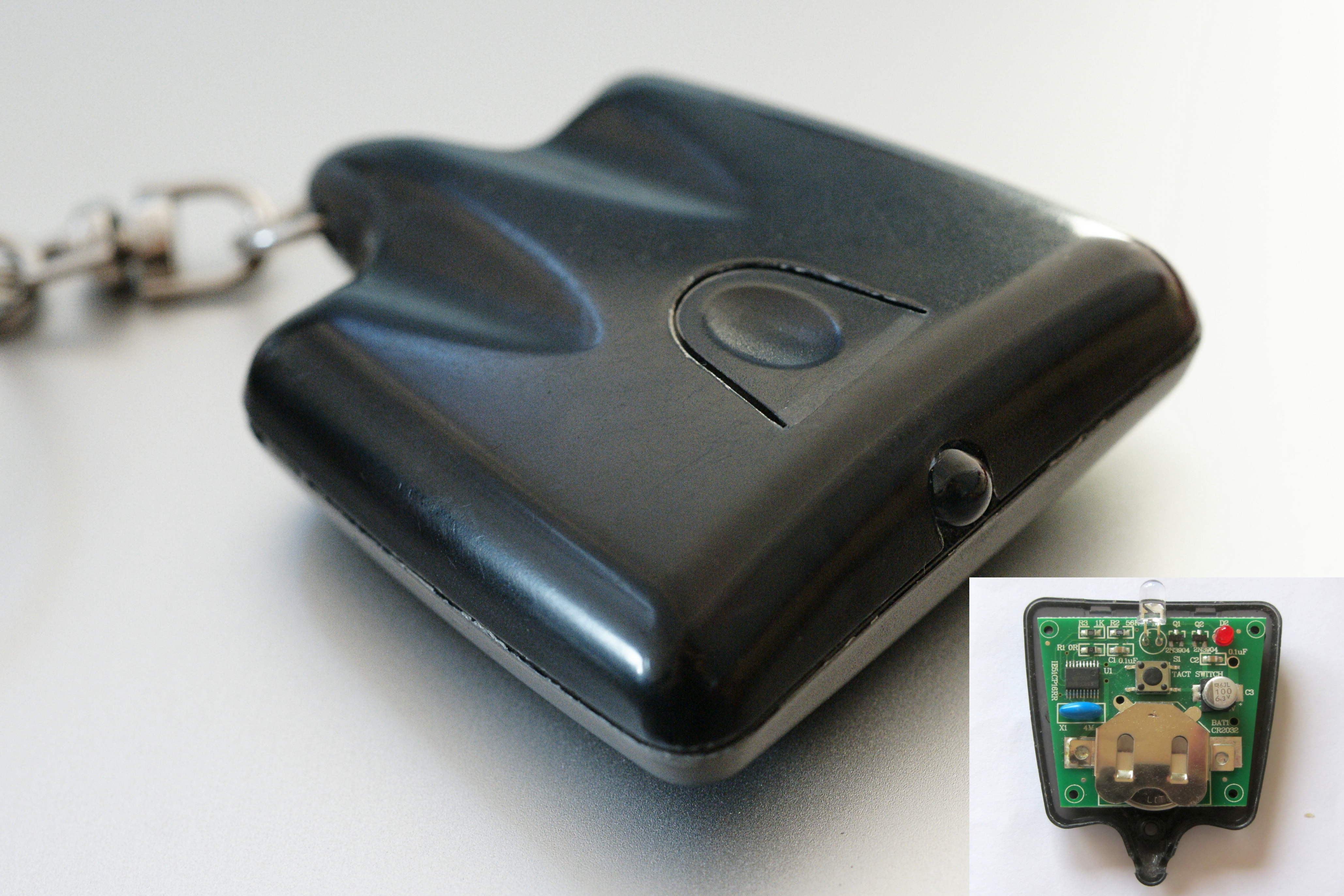
A TV-B-Gone

TV-B-Gone是一个能遙控关闭众多（约85%）品牌电视机的通用遥控设备。它的作用是为允许公共场所的公眾关闭附近的电视机。其发明人将其称之为“环境管理装置”。该设备是鑰匙圈的一部分，并像其他遥控设备一样采用电池供电。虽然该设备可能需要最多72秒才能找到适配电视机接收机的特定代码，但流行的大多数电视机会在最开始的几秒内被关闭。

## 历史
TV-B-Gone由Mitch Altman发明，并由他的公司Cornfield Electronics出售。Altman是虚拟现实的先驱之一，曾与VPL Research的Jaron Lanier合作，他在该领域的研究期间开始相信电视节目的催眠能力。TV-B-Gone的标准型号由红外LED、两个CR2032电池，以及包含电视电源遥控代码数据库的集成电路构成。最初的美学和设计出自Robert Ellis。

## 型号

### TV-B-Gone Pro SHP
The TV-B-Gone Pro SHP（Super High Power，即超高功率）是最新宣布的TV-B-Gone。它比标准型号更加强大，使用有八个红外LED，使遥控关闭电视的距离高达100米（300英尺）。TV-B-Gone Pro SHP可切换北美与欧洲电源代码数据库。2009年，Mitch Altman制作了一种新型的TV-B-Gone Pro SHP。相比伪装成一台iPhone，Mitch Altman将新款并改进的TV-B-Gone看上去像一台iPod Nano，并比旧款增加更多代码。
最近发明的>1W 850和970纳米IRED使微型的远距离TV-B-Gone版本成为可能。

### TV-B-Gone Kit
Mitch Altman已在多个黑客大会上举办研讨会，让参与者使用Adafruit Industries的基于单片机 mini-POV kit打造自己的TV-B-Gones。2008年1月左右，Adafruit Industries发布了一个用于打造开源TV-B-Gone的工具套件。

## 消费电子展争议
在2008年消費電子展期间，与Gawker相关的一名个人携带了一个TV-B-Gone遥控器，并关闭了数家公司展位上和演示期间的许多显示器。这种行为导致他被禁止参加未来的CES活动

## 衍生作品
自2007年12月以来，开源项目“unzap”提供自由的等同TV-b-gone的硬件，并包括一个USB端口和一个新代码学习功能。